# Kalanti
Kalanti est une ancienne municipalité de Finlande, située dans la région de la Finlande-Propre.
Elle s'est appelée  Uusikirkko Tl entre 1915 et 1936. Elle a fusionné avec Uusikaupunki en 1993.
Sa population est estimée à 1 180 personnes en 2018.